# Colapso da ponte Francis Scott Key

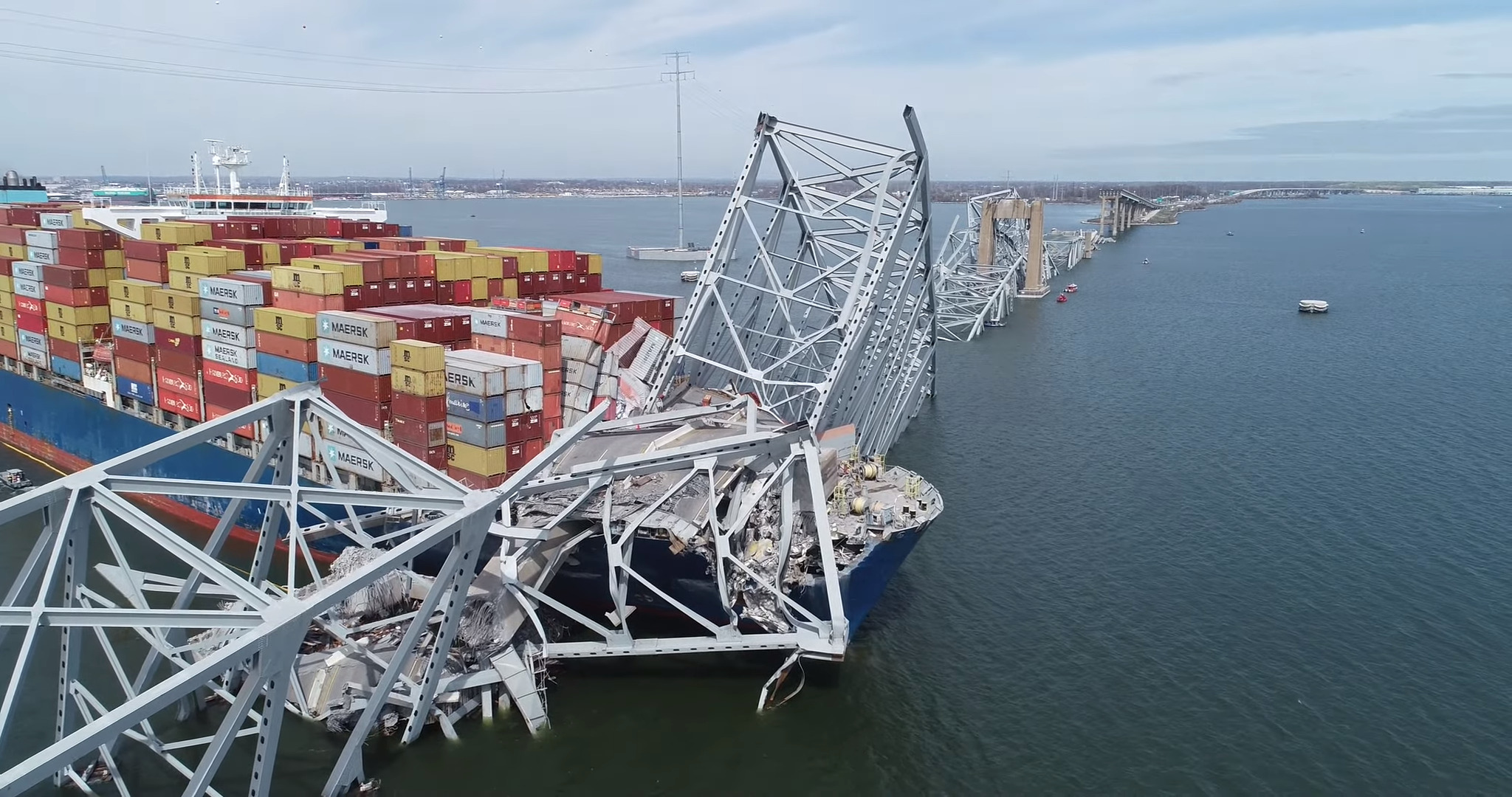
Imagem aérea exibindo a estrutura da ponte colapsada após o choque com a embarcação

O colapso da ponte Francis Scott Key ocorreu em 26 de março de 2024, às 01h28 EDT (05h28 UTC), quando parte da ponte Francis Scott Key em Baltimore, Maryland, Estados Unidos, desabou após um de seus pilares de sustentação ter sido atingido pelo navio porta-contêineres MV Dali.
O navio seguia para Colombo, no Sri Lanka. De acordo com um porta-voz do Corpo de Bombeiros da cidade de Baltimore, pelo menos sete veículos caíram na água.
De acordo com uma reportagem da Reuters da CBS News, o Synergy Marine Group, proprietário do navio, disse que "todos os membros da tripulação foram encontrados e não houve relatos de quaisquer feridos". Posteriormente, esclareceu que um membro da tripulação foi hospitalizado com ferimentos leves.
O presidente americano Joe Biden demostrou interesse em reconstruir a ponte, e disse que vai visitar Baltimore.
O acesso ao porto de Baltimore reabriu por completo ao tráfego marítimo em 10 de junho de 2024.

## Antecedentes

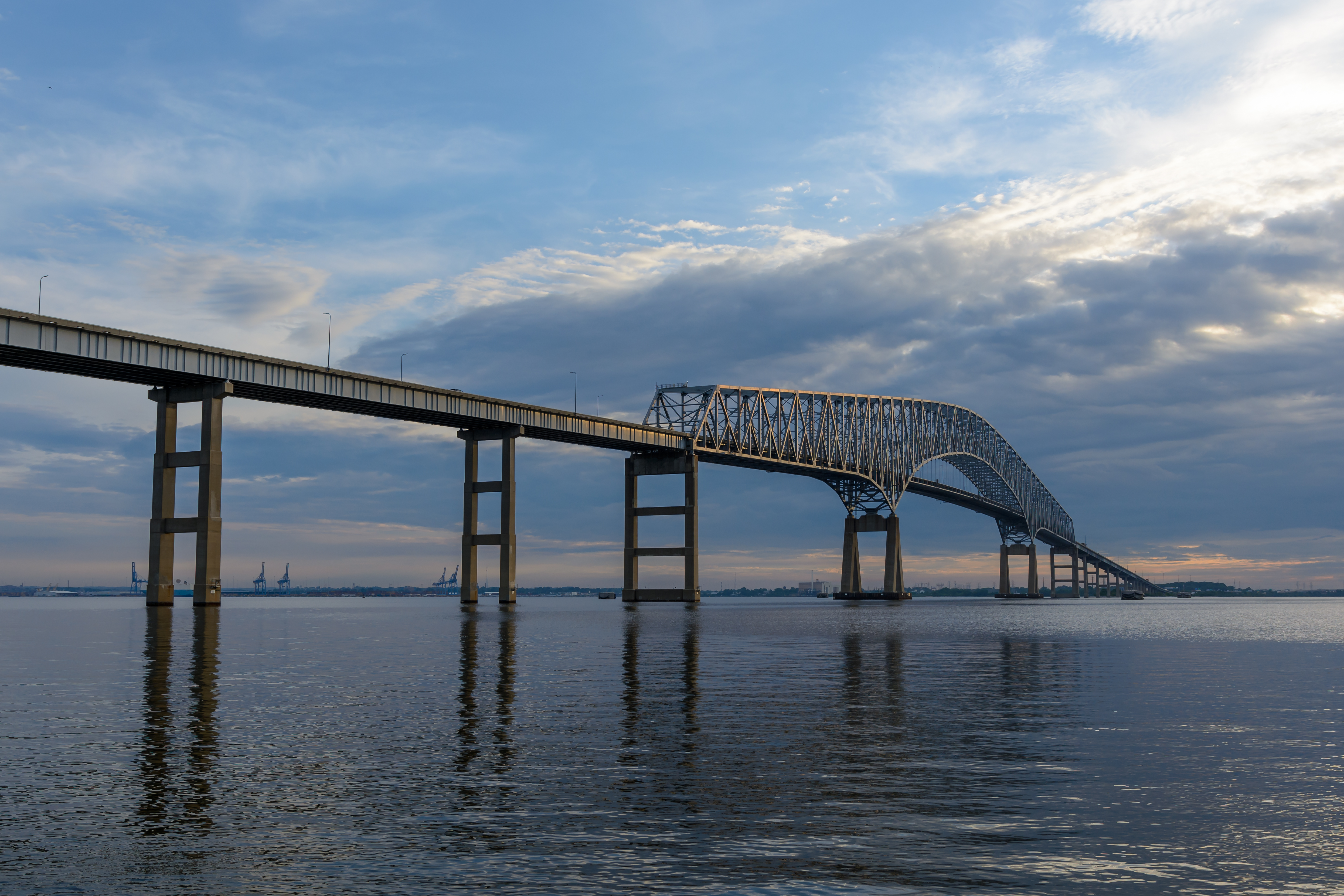
A ponte em 2015

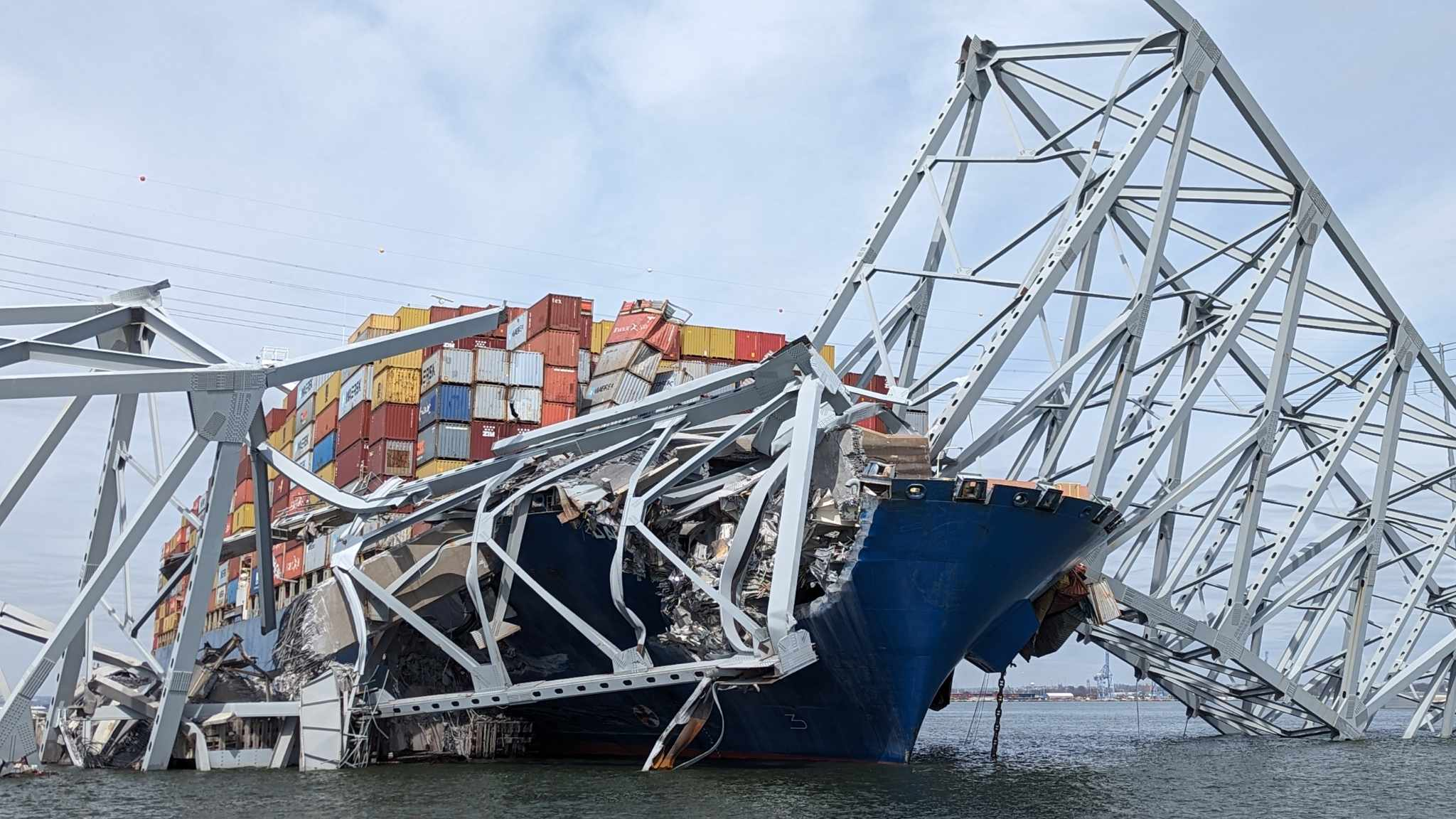
MV Dali preso pelos destroços

A ponte Francis Scott Key, originalmente Outer Harbour Crossing, era uma ponte de treliça contínua em forma de arco de aço. Foi inaugurada em 1977 e ia de Hawkins Point, em Baltimore, até Sollers Point, em Dundalk, cruzando o rio Patapsco, uma rota marítima vital no porto de Baltimore e uma das mais movimentadas dos Estados Unidos. O porto movimentou mais de 444 000 passageiros e 52,3 milhões de toneladas de carga estrangeira avaliada em US$ 80 bilhões em 2023, incluindo 750 000 automóveis. Também empregou 15 000 pessoas e apoiou indiretamente outras 140 000.
A ponte de 1,6 milhas (2,6 km) de comprimento transportava quatro faixas da Interstate 695, um anel viário ao redor de Baltimore, duas em cada direção, usado por aproximadamente 34 000 veículos por dia. Uma colisão com um navio de carga em 1980 deixou a Key Bridge relativamente intacta.
O MV Dali é um navio porta-contêineres com bandeira de Singapura, construído em 2015, e com comprimento de 300 metros (980 pé), uma boca de 48 metros (160 pé) e um calado de 12,2 metros (40 pé). Registrado em Singapura e propriedade de uma empresa de navegação grega, Dali já havia viajado do Panamá para os EUA, chegando a Nova York em 19 de março de 2024. Em seguida, navegou para o Virginia International Gateway em Portsmouth, Virgínia, antes de partir para Baltimore em 22 de março, chegando lá em 23 de março. A Maersk fretou o Dali desde sua entrega no início de 2015. Os 22 membros da tripulação do navio a bordo eram cidadãos indianos, e dois pilotos marítimos locais pilotavam o navio.
O principal canal de navegação sob a ponte foi estimado em 50 pés (15 m) de profundidade, enquanto os gráficos da Administração Oceânica e Atmosférica Nacional (NOAA) mostram que a profundidade nos suportes da ponte é de aproximadamente 30 pés (9,1 m). A NOAA relatou uma temperatura da água de 47 °F (8 °C) no momento do colapso.

## A ocorrência
A embarcação Dali partiu do porto de Baltimore as 0h34 do dia 26 de março de 2024, no horário local,  tendo como destino final a cidade de Colombo, Sri Lanka, carregando uma carga de 3 mil containêres. A 01h26 a embarcação sofreu uma pane elétrica geral e ficou à deriva no canal de navegação. Tentativas de acionar um gerador elétrico auxiliar para reestabelecer o controle do sistema de propulsão da embarcação não tiveram sucesso. A tripulação decidiu lançar as âncoras em uma tentativa de cessar a movimentação do navio, seguindo o protocolo de emergência para tal situação. Um pouco antes do choque, a tripulação enviou um alerta de mayday, notificando que estavam sem controle e que uma possível colisão com a ponte Francis Scott Key era eminente.
O trânsito de embarcações na região foi interrompido. A Iluminação do navio ficou intermitente e uma espessa fumaça negra foi registrada saindo de suas chaminés.
A 01h28 (5h28 UTC), a embarcação colidiu com um dos pilares estruturais da ponte, a qual sofreu colapso de forma quase imediata. A colisão e a queda da estrutura foram registrados em video. Dados da embarcação indicam que ela se deslocava a uma velocidade de  6,8 nós (12,6 km/h) no momento do impacto.

Local do impacto
Segmentos colapsadosO setor colapsado englobou três grandes segmentos da ponte.

## Vítimas
Em uma comitiva de imprensa às 06h30 EDT (10h30 UTC), o chefe dos bombeiros de Baltimore, James Wallace, disse que pelo menos duas pessoas foram resgatadas do rio, uma das quais estava em estado "muito grave", enquanto outra pessoa teria saído sem ferimentos. Seis pessoas - todas parte da equipe de construção que trabalhava na ponte - foram dadas como desaparecidas e presumivelmente mortas após a suspensão de um esforço de busca da Guarda Costeira dos EUA. Eles foram identificados como cidadãos da Guatemala, El Salvador, Honduras e México.
O chefe Wallace também disse que o sonar havia detectado veículos submersos no rio, acrescentando que os serviços de emergência também estavam usando drones e tecnologia de infravermelho nos esforços de busca. Por volta das 10h55 (14h55 UTC), Wallace confirmou que cinco veículos no leito do rio haviam sido marcados usando tecnologia infravermelha e de sonar de varredura lateral.
O Synergy Marine Group, que opera o Dali, disse inicialmente que a tripulação do navio, incluindo seus dois pilotos, havia sido encontrada e não havia sofrido nenhum ferimento. Posteriormente, esclareceu que um membro da tripulação foi hospitalizado com ferimentos leves.